# ルナティックドーン
ルナティックドーンは、アートディンクがパソコン用に発売したロールプレイングゲームである。後のシリーズ作品の一部は、PlayStationやPlayStation 2、PC-FXでもプレイできる。

## 概要
いち冒険者の生涯をテーマにした本作では、「ファンタジーの世界で生きること」に重点が置かれており、ダンジョンズ&ドラゴンズのようなTRPGに近い雰囲気を持っている。プレイヤーの行動に応じて実際に作中時間が経過していくゲーム進行と自由度の高さが特徴で、ほとんどのシリーズ作品でキャラクターの背景設定や中心となるストーリーはなく、ゲーム中の行動はプレイヤーが自由に決められる。
様々な依頼を受けそれを解決する、あるいは解決せずにアイテムを持ち逃げする、キャラクターを訓練して強くする、レアアイテムや究極装備を探す、各地のダンジョンを探検する、他の異性キャラクターと結婚する、国王になる、魔王を倒して英雄になる、悪事を繰り返し裏の世界で生きる、など幅広い自由な楽しみ方ができる。

## ルナティックドーン
1993年にPC-98用のPCゲームとして発売。シリーズ最初の作品である。2009年3月にはWindows移植版として内容にも僅かな改修を加え『II』・『III』（オフライン限定仕様）とセットになったレジェンドパックも発売された。
ハードディスク自体がまだ高価で、多くのPCにハードディスクがついていないか、ついていても数十MBという時代に、インストールだけで6MB、セーブデータ一つが14MBというハイスペックを要求した。これは世界のデータ（マップなど。敵と遭遇すると周囲の地形に合わせた戦場で戦うことになった）を全て計算によって合成していた事が原因で、当時のPCスペックではセーブに10分、ロードに分単位を要した。
ゲーム世界は、あらかじめ用意されているデータを組み合わせて作られ、決まった世界の形は存在しない。類似のシステムを採用しているものに『ティル・ナ・ノーグ』があるが、そちらはニューゲーム開始の度に世界すべてが一度に自動生成されるのに対し、ルナティックドーンはプレイ中リアルタイムに世界が生成される。たとえば、クエストを請け負うと、それまで何もなかったところにクエストに関連したダンジョンが自動生成され、クエストを完了するとダンジョンは消滅する。
クエストをこなしていくと名声が増える。名声が増えるとランダムに町娘が現れ、結ばれれば子供にゲームを引き継がせることも出来た。戦闘はコマンド方式の疑似リアルタイムストラテジー形式。なお、レジェンドパック収録版ではバランス調整も施されている。

## ルナティックドーン II
1994年にPC-98用のPCゲームとして発売。1999年12月に内容に改修を加えWindows用の復刻版が発売。2009年3月19日にはWindows向けにさらに改修を加え『I』・『III』（オフライン限定仕様）とセットになったレジェンドパックも発売された。
セーブデータはフロッピー1枚で複数運用できる程に軽量化され、様々なセーブデータを保存・使用しやすくなった。PC-98版の価格は10800円。要ハードディスク。2006年11月24日より、プロジェクトEGGにて配信されている。
今作では世界そのものは自動生成ではなく、予め用意された世界を旅するゲームシステムを採用。その分、特徴あるフィールドマップとダンジョンとなり、特色ある地域を冒険・探索する楽しみがある。戦闘は前作のストラテジー形式を継承し、臨場感あふれる本物の戦闘の雰囲気を味わえる。戦闘マップや攻撃の種類が多彩になり、仲間や敵の自己判断 (AI) での行動の幅も大きく広がった。
マップに存在する各国家のうち、神聖ギザ帝国、敦津、ムハール帝国、日倭、マニカパ王国は、それぞれ中世ヨーロッパ、中国、オスマン帝国、江戸時代の日本、マヤ・アステカ文明がモチーフであり、各国内の地形、建物、販売品、ダンジョンなども、モチーフとなっている現実の地域に準拠している。この現実の中世国家モチーフは、『開かれた前途』『前途への道標』『第三の書』にも採用されている。なお、残りの国家、フィクシオンには現実のモチーフは無く、純然たるハイファンタジー調である。
今作からの新要素として必殺技や究極魔法があり、世界各地の特定ダンジョンにいる達人から習得できる。習得には該当するスキルが高くなければならない。また、自分の家が購入できるようになっている。自宅では無料の休息が取れるようになる他、家族らをパーティーへ入出できる。さらに結婚もランダムイベントの一種ではなくなり、人間の冒険者に任意に求婚できるようになっている。他にも、アイテムの価格が時間とともに変動する要素も導入された。各国の首都での英雄度と知名度が最高になると、国王になるクエストを受けられるようになり、国王エンディングを迎えることもできる。
なお、本作では仲間との間に「信頼度」という隠しパラメーターが存在する。仲間の益を確保しつつ長く一緒に冒険すると信頼度が上がり、自分が死んだ時に復活してもらいやすくなる。逆に仲間に長く不利益を与えると、信頼度が下がる。依頼などで護衛や救出した相手の場合、特に信頼度が上昇する。結婚するのには信頼度の高さも必要になる。
本作はレアアイテムにまつわる仕様がバージョンごとに異なっており、Windows用復刻版では、一部レアアイテムがニューゲーム開始直後にしか入手不可能なバグが存在している。該当のバグは、更に後年のレジェンドパック収録版では修正済み。

## ルナティックドーン 開かれた前途（The Book of Futures）
1995年にWindows用のPCゲームとして発売。
前作同様にワールドマップの形状は固定されているが、マップに存在する4都市12町村がどの国家に属するかは、ゲーム開始時にランダムに決定される。今作では『II』のような広大なフィールドと自由な移動は無くなっており、最初から全マップが開示された状態で、都市間の街道・航路を選択するのみとなった。ダンジョンは各街に属するものとなり、マップを介さず街から直接移動する。
また、本作では、冒険者がすべて自動生成となったほか、キャラクターメイキングが廃止。プレイヤーは世界に存在する冒険者の内、任意に指定した条件に見合うキャラクターを選択し冒険を繰り広げることになる（外見や名前変更は可能）。最大の特徴として、プレイヤーがエンディングに到達したり、死亡し完全にゲームオーバーになったとしても世界自体は例外を除いて継続し、その時点で世界に存在している別の冒険者を選択し、他人としてゲームを続行できる事が挙げられる。さらに、NPC冒険者は過去作のようにプレイヤーの仲間になるだけの存在でなく、依頼主や依頼対象、様々な依頼における障害として登場したり、プレイヤーと同様に依頼を受け活動を行ったり、パーティを組んだり結婚し次世代を生むようになった。
キャラクターや世界には、善、悪、秩序、混沌という属性・パラメーターが設定され、キャラの性格の相性や世界における勢力の盛衰（店の品揃えなど含む）に影響する。ほかにも他の冒険者の所持品や、店の販売物を盗むことができるようにもなった。盗むと属性が悪に傾くほか、失敗して盗難行為が見付かると、その冒険者や町の衛兵と戦闘になってしまう。
『II』までの細かなスキル制は廃止され、攻撃や罠解除などキャラクターの能力は、筋力、知性、敏捷、魅力の4パラメーターから計算されるようになった。戦闘も前衛・中衛・後衛の概念があり、素早さに応じて各員が行動する一般的なコマンドバトルへと変更。また、呪文や、必殺技に類する達人の技は、アイテムとして入手した再利用可能な触媒を使うことで発動する方式へと変化している。自宅にはアイテム保管機能も追加され、レアアイテムのコレクションをしやすくなった。

## ルナティックドーン FX
1995年11月24日にPC-FX用のゲームとして発売。『II』のシステムをベースに、ワールドマップ・勢力の刷新などをはじめ大きなリファインを施したもの。フィールド移動先は最初から開示された状態で現在地の近隣のダンジョンや街のみが指定できるが、移動時に要する食料の要素も併せ持つ、『II』と『開かれた前途』の折衷となっている。ダンジョン内はシンボルエンカウントなのは変わらないがリアルタイム進行。発売はNECホームエレクトロニクスが担当。

## ルナティックドーン 前途への道標（Passage of The Book）
1997年3月にWindows用のPCゲームとして発売。2000年3月に廉価版も発売されている。2008年からは各種ダウンロード版、2015年1月9日にはSteam版も発売。
ゲームの基本システムは『開かれた前途』そのままに、DirectXやMMXへ対応。動作速度や安定性だけでなく、ゲームバランスをはじめ多くの部分が調整・改善され、グラフィックも向上している。Steamなど後年の版ではWindows 10などにも対応。物理メディア版には、『開かれた前途』および本作のセーブデータから任意のキャラクターを別セーブデータに移し替えるキャラクターコピーユーティリティが付属していた。

## ルナティックドーン III
1998年12月27日にPlayStation用ゲームとして発売。翌1999年3月にはWindowsにも移植された。2007年4月26日よりPS版がゲームアーカイブスにて配信開始。レイティングはCERO：A（全年齢対象）。
ゲームシステムは、集落に近い広さの街2～3個とダンジョンで構成される、非常に小規模な自動生成の世界をいくつも旅して回ることを前提としたアクションRPGとなり、それ以前のシリーズのシステム・ゲームデザインとは全くの別物となった。幅広い依頼の種類や、町民への攻撃・略奪などの自由度は健在。
後発のWindows版では更に大きくゲーム性が変化。戦闘が当時の大半のMMORPGのようなターゲット指定のみのオートバトル形式になり大幅にアクション性が低くなった他、戦闘による直接的なゲームオーバーがない（敵にやられても寿命が減るのみ。寿命ペナルティが積み重なった結果としての早期のゲームオーバーはある）などの変更がある。また、ネットワークに対応しており、他のユーザーの世界に移動したり、複数人によるマルチプレイで冒険をしたりもできた。そのほかにキャンペーンエディタが付属し、依頼のバリエーションの作成も可能である。

## ルナティックドーン IV
1999年11月にWindows用のPCゲームとして発売。
『IV』と名づけられているが、内容的にはWindows版『III』の大型有料バージョンアップに等しいものであり、『III』に適用する差分としてのアップグレード版も発売された。
PS版『III』にあったリンクゲートダンジョンの再登場や、マルチプレイ最大人数の増加、別プレイヤーの世界（セーブデータ）へのオフライン移動機能に、依頼の刻限なども実装された他、アイテム数・異種族の種類・魔法数も増加。一部モンスターも仲間化できるようになった他、異種族やモンスターと結婚して別種族キャラの子を生みプレイアブルにすることも可能となる。なお、異種族などは装備類も専用のものである。

## ルナティックドーン オデッセイ
1999年12月2日にPlayStation用のゲームとして発売。2009年4月22日よりゲームアーカイブスにて配信開始。レイティングはCERO：C（15才以上対象）。
システムは『III』『IV』の形式から再びコマンド式RPGに回帰。ワールドマップは固定で、主人公にバックグラウンドと「行方不明の父を探す」という最終目標がある。ただし基本的なゲーム進行自体は他シリーズ作品同様のサンドボックス形式。主人公のバックグラウンドに関連した固定キャラクターにまつわる、複数回の特殊イベントこそ少数が用意されているが、大掛かりなストーリーは存在しておらず、最終目標についても同様に達成の必要もなければ、直接のエンディング条件でもない。フィールド移動は『開かれた前途』同様最初から開示された目的地の指定型だが、同じ道程でも所要日数と費用が異なる複数の移動方法を選ぶことができる。戦闘も『開かれた前途』同様のコマンドバトル。ダンジョン内は『FX』同様にリアルタイム進行+シンボルエンカウント。

## ルナティックドーン 第三の書（The 3rd Book）
2000年11月にWindows用のPCゲームとして発売。2014年7月14日からは各種ダウンロード販売も開始。
内容的には『前途への道標』に、全面的にさらなる改良・調整を加え、アイテムや勢力・モンスターや新機能などを追加したものである。スキル制が一部復活した他、ワールドマップは『開かれた前途』『前途への道標』と異なり、地形そのものも自動生成に。必殺技も復活したが、名前と異なり敵を最大HPの状態から絶対に一撃で倒すことができない仕様であるうえ、使用することで装備中の武器が（ユニーク品であっても）破壊されるため有用性は過去作に比べ著しく低い。
特徴的なシステムとして敵などから入手可能な「CO-CARD」の収集、および「CO-CARD」を用いたミニゲームとしてのカードバトルという楽しみ方が提示された。魔法のシステムも刷新され、MPに加え「CO-CARD」を使い捨て触媒として用いる仕組みとなっている。
また、自分で作成した世界をネット上に公開し、他プレイヤーが自身のキャラクターはそのままに該当の世界に移動することができる「e-playシステム」も搭載。本作では勢力やダンジョンなどがすべて1つの世界内に現れることはなく、移動した先の他人の世界でしか手に入らない「CO-CARD」や装備類もあるため、このシステムの利用でより深くゲームを楽しめるよう意図されている。同様に、ネットワークを介しての「アイテム交換」要素も用意されており、こちらは利用することでアイテムの強化や、通常のプレイではまれにしか見かけないようなレアな上位品への進化も可能であった。ただし、これらのシステムの副作用として、本作ではゲーム内データとして用意されたアイテムの種類そのものは多いものの、ネットワークを介さない通常のプレイで現実的に入手可能な種類には大きく限りがある。
なお、通常版のほか、公式通販で3,000本限定で発売されたマスターズエディションが存在しており、そちらでは特典CDと連動したCD-DAによるBGM再生機能やゲームウィンドウ内壁紙の追加パターン、『開かれた前途』『前途への道標』からのキャラクターコンバーター、人名エディタ・町名エディタ機能のほか、依頼のバリエーションを作成可能なキャンペーンエディタが付属（厳密には通常版とマスターズエディションの本体プログラム自体に変わりはなく、特定のレジストリ設定により機能制限が開放される形。キャンペーンエディタだけは完全に別の実行ファイルである）。マスターズエディションのみでしか出現しないアイテム（逆に通常版限定アイテムも有る）も存在する。マスターズエディションには他にも、シリーズのサントラCDや各種宣材データ、攻略本など、ゲーム本体に関わらない各種の特典が同梱されていた。

## ルナティックドーン テンペスト
2001年2月8日にPlayStation 2用のゲームとして発売。
3Dグラフィックを採用。ダンジョン探索も3D空間を1人称で移動するものとなっている。戦闘にも1人称のアクション要素が加えられた。本来はサンドボックス的な自由度の高さが特徴のルナティックドーンシリーズだが、この作品は、主人公の新米女性冒険者「ヒーロー」の成長を通じて一本道のストーリーを追う一般的なRPG同様の内容で、サブクエストもわずか2つだけである。日付や時間の概念もない。なお、物語の合間には、声優による音声入りのムービーパートも存在している。ストーリーについてはシェイクスピアの戯曲を原案としており、セリフや展開の流用などが多く見られる。

### ストーリー
アレグリア大陸の辺境の国家デュナミスに住む、17歳の少女ヒーロー（CV：野田順子）は、かつて病死した父、冒険者オーランドに憧れ、男装し鉱山で働く傍ら、デュナミス外への通行証を得るため、戦闘の訓練に勤しんでいた。彼女にしか見えない風の妖精「フェステ」との出会いを経て、無事に通行証を入手したヒーローはついに冒険者としての第一歩を踏み出すことになる。各国を巡る冒険と出会いの旅の中、やがて彼女は大陸を巻き込む国家たちの戦乱と、首謀者であるガナドール国の王「イヤーゴー」との戦いに身を投じていく。その身に強大な魔獣を封じていたイヤーゴーとの決戦を仲間たちの助力もあり制し、英雄となったヒーローは、1年後、仲間として共に闘った王族ハル、アムレス両名の求婚を断り、まだ見ぬ外の大陸へとひとり旅立っていったのだった。物語は、その後を追うフェステらの姿と、彼がヒーローに追いついたことを示唆するセリフで幕を閉じる。

## ルナティックドーン 始まりの書[3]（The Book of Eternity）
2008年に制作発表。2009年にWindows用のPCゲームとして発売予定であったが、2009年5月18日、発売中止が発表された。
UIが既存のWindows用シリーズ作よりビジュアル化されており、基本コンセプト「自由な冒険」はそのまま、「冒険する楽しみ」「成長する楽しみ」を追求したシリーズ集大成を目指していた。プレイヤーの行動によるワールドマップの変化や、リアルタイム制の戦闘が取り入れられる予定だった。

## 関連作品

### 小説

#### ルナティック・ドーン 英雄への道（新紀元社・大島 栄次、M2）
『ルナティックドーン II』の世界観を下敷きにした作品。英雄を目指す、クレイモア使いの冒険者「一撃のデュラン」の活躍を描く。

#### ルナティックドーン 前途への道標（ゼスト・須凰 京介、F.E.A.R.）
同名作品の世界観をベースに、4組の冒険者たちの、それぞれに異なる人生の1ページや転機を描いた短編集。「悪党三匹」「紫の空」では、ひとつ前の編のキャラクターが直接・間接的に登場する場面があるなど、世界観のリンクがある。

##### ストーリー

###### 命がけのお使い
16歳の少年「飛脚のシアン」は質素な暮らしで“宅配専門”として知られる父、冒険者「飛脚のナザレス」から、突如として彼が引退し旅に出ることと、もう二度と家に戻る気がないことを告げられる。かつて父が自慢していた“敵をひと刺しで倒してしまうことがある”という真偽の分からない逸話を持つ剣、ボーパルソードを餞別として受け取り、父が最後に受けていた近隣の街への宅配依頼を引き継ぐ形で冒険者としての第一歩を踏み出したシアンは、街の不良たちのボスで因縁のある「放蕩息子ヤムオル」と、互いに想いを寄せていた少女へのアプローチをめぐりトラブルとなってしまう。その結果としてシアンは、彼が持つ宅配依頼への蔑視感情をヤムオル一味に見透かされ、帰路で罠に掛けられ、その冒険への見通しの甘さを謝るよう詰め寄られる。しかし、そこに同じ罠に引き寄せられたモンスターの集団が乱入し事態は一変する。
モンスターを恐れる子分に逃げ出されたものの、自分の行動の結果で命の危機に陥ったシアンを見捨てられないとするヤムオルと共闘することになったシアン。ヤムオルから受け取った魔法の発動体の力もありなんとか窮地を脱するも、そこへ更に強大なモンスター、オーガが現れる。ヤムオルもオーガの力の前に一蹴されてしまうが、シアンが破れかぶれで加えた一撃は、なんと万全の状態であったはずのオーガを倒すことに成功してしまう。父の自慢していたボーパルソードの力は本物だったのだ。一連の事態から九死に一生を得たシアンは自分が冒険を軽く見ていたことを認め、ヤムオルと二人で、共闘の末に芽生えた互いへの奇妙な感情を抱えながら再び街への帰路に就くのであった。

###### 悪党三匹
殺し“以外”の裏稼業を主に生業とする小悪党冒険者3人「薫風ウマルリーン」「二枚舌のデュアン」「物持ちの王金福」。久々の表の仕事の報酬の配分に酒場でカードゲームに興じていた彼らは、最大の報酬であった、若返りの力をもつという触れ込みの薬、老若丸を掛けた勝負結果を見る前に、以前の悪事により指名手配犯として追い立てられ、街の近隣の迷宮へと身を潜めざるを得なくなってしまう。しかし、そこは彼らに到底勝ち目のないモンスターでひしめく場所であった。帰り道も塞がれほかに行く先もなく、なんとか最深部にたどり着いた彼らが見た迷宮の主の姿は、なんとただの老人。油断して老人に襲いかかる3人であったが、老人は、なんらかの生贄の儀式のため捕らえた女冒険者を連れここを訪れていた魔法使いであった。たちまち大ピンチに陥った3人だが、デュアンが隠し持っていたリボルバー銃により老人の撃破に成功する。その後、3人は流れでつい助けてしまった女冒険者とともに迷宮をなんとか脱出するも、依頼ではないため報酬も期待できないタダ働きに肩を落とすのだった。
そして、中断していたカードゲームの結果は王金福の勝利。真偽も定かではない老若丸の効果を確かめる、という名目で強引に王金福に薬を飲ませ溜飲を下げる残りの2人だが、その後に老若丸が高額で売れることが明らかとなり、再び気を落とすのであった。

###### 紫の空
冒険者「昼灯行の綾」は、ある日、仲間でありかつて悪名を流し吟遊詩人に歌われるまでになった「詩追いスラン」が、同じく仲間で正義感の強い「問答無用のアルジャリス」に唐突にプロポーズを行った場面に巻き込まれた。普段は反りの合わない性格のせいで喧嘩ばかりであり、そんな素振りを見せなかった2人の関係に疑問を抱く綾であったが、やがて、スランの唐突なプロボースが、直近の冒険でスランが死した後、アルジャリスの献身で再び生を得たことがきっかけであったと知る。
しかし、そんな中スランが気の迷いで起こした軽率な女遊びの現場をアルジャリスに見られたことで彼女の感情は最悪に。翌朝、彼女はパーティを無断で離れてしまう。彼女とスランとの関係を心配しひとり彼女を探す綾は、アルジャリスが別のパーティへと加入した場面に出くわしてしまう。スランにそのことを伝えようと酒場に入った綾であったが、そこでアルジャリスのかつての仲間が暗殺された事実を知り、アルジャリスが先程加入したパーティもまた、かつての仲間同様に彼女を始末するための罠であったことに気づく。急ぎ彼女を追う2人は、なんとか危機に間に合い、アルジャリスとともに暗殺者たちとの戦闘を開始する。戦闘のさなか、綾は、2人の言い表せない関係の裏にあったのは信頼であったと確信するのであった。
暗殺者たちを撃破した綾たち3人であったが、アルジャリスのスランのプロポーズへの返答は“持ち家がないため”一旦お流れに。夕闇の迫る紫の空を、自分たちの家の屋根であるとうそぶくスランを横目に、信頼を取り戻した2人と綾の冒険者としての旅路は続く。

###### 逃げ切る
三ヶ月前に闇ギルドから足抜けし、逃し屋となった元暗殺者「落としの可憐」。彼女は、直近で大盗賊「乗雲飛龍李天狼」を捕まえ恨みを買った「鉄壁のガブリエル」の護衛依頼を引き受けることとなった。慎重な彼の要望により、同様に依頼を受けた別の冒険者「千冬」と3人のパーティで目的の街へと向かうことに。道中の街の手前、道すがらに新興の盗賊団を壊滅させた3人は、その夜ガブリエルへの追手からの襲撃を受ける。町中での不要な戦闘による指名手配を避けるためもあり、千冬の助言に従い近隣の迷宮へと身を隠す3人であったが、千冬の唐突な裏切りでガブリエルが不意打ちを受けてしまう。千冬の真の名は「蜂の千冬」、かつて可憐が状況に流されるまま闇ギルドに加入した際に入団試験として脱獄させ、その後、可憐が闇ギルドを足抜けした際、追手として倒された「楓」の娘であったのだ。復讐心を告げる千冬を前にし、護衛依頼の失敗を悟り一瞬打ちひしがれる可憐であったが、ガブリエルが重傷ではあったもののまだ生存していることに気づき、戦意を取り戻して千冬へと立ち向かう。
一ヶ月後、依頼の顛末を馴染みの酒場の主人に語り、護衛成功の報酬を受け取る可憐の顔は晴れやかとしていた。暗殺者時代の自分とも折り合いをつけた彼女は、もう闇ギルド時代の悪夢にうなされることもない。

### ドラマCD

#### ルナティックドーン III オリジナルドラマCD 魂を継ぐ者（キングレコード）
同名作品の内容を下敷きにした作品。老いて引退を意識した冒険者の、若き日の回顧録が描かれる。

##### ストーリー
荒れた世界に住まう少年「ケン」は荒くれ者揃いの冒険者に怯えつつ日々を過ごしていた。16歳の誕生日、武装した母に突如として叩き起こされ宝箱に押し込められたケンは、傷ついた父を追って現れた父の元仲間「ねんねのヒューイ」らの襲撃で両親と家を失ってしまう。両親が元冒険者「疾風のシイラ」と、悪名高い冒険者「悪逆のルナティック」であったことを知り、遺されたメッセージに従い道具屋に訪れたケン。そんな彼に、遺産を求め「天下人のみなこ」が詰め寄るも、同様に現れたヒューイらを前に一時的にケンとみなこは共闘して立ち向かう。
怒りのままにヒューイを倒したケンへ、道具屋の主人・通称「ヘルプおやじ」は、悪名が広がる前の父の姿を語りはじめる。当初は名実ともにただの善良な冒険者であったルナティックは、すべての世界の征服を示し悪魔と戦える証である「マスターエンブレム」の入手を目標としており、悪名はその過程で広めざるを得なかったものだったのだ。実際には悪人ではなかった父の実態を知ったケンは、みなこに2年の師事を請い、弟子として、リンクゲートで様々な世界を巡る冒険者としての第一歩を踏み出す。
2年後のある日、窮地に陥ったケンらを謎の老婆が魔法で助ける。冒険の中で引退を決意していたケンは「ムアンスリー」を名乗る老婆の誘いに乗り、最後の仕事として、リンクゲートの近くにある「リンクゲートダンジョン」の探索へと赴くことになった。しかし、ダンジョン内で敵が現れるやいなやムアンスリーはみなこを人質に取り、陰ながらに援護しながらも、ケンに単身での戦いを強いたのである。そうして、ある種の修行であるかのように進んだダンジョンの奥深く、自身がルナティックの師匠「緑の丘のムアンスリー」であることを認めたムアンスリーは、あるフロアの宝箱をすべて開けるようにケンへと指示するのであった。宝箱の中にあったのはルナティックが用いていた必殺技の伝授書「光の書」。ケンは覚えたばかりの「光の剣」を発動させ、帰路に現れたドラゴンを撃破することに成功する。その後、ケンはムアンスリーと別れ、みなこへのプロポーズの後、引退を翻して彼女とともにマスターエンブレムまでの最後の関門「光の世界」へと向かう。冒険者の物語はまだこの先も続くのであった……。

##### キャスト
- ケン：緑川光
- 天下人のみなこ：笠原留美
- ねんねのヒューイ：カンケ
- 道具屋（ヘルプおやじ）：佐藤善雄
- 緑の丘のムアンスリー：上村典子
- 疾風のシイラ：米本千珠
- 悪逆のルナティック：小野坂昌也
- 冒険者1：滝下毅
- 冒険者2：徳山靖彦
- 少女：木村愛
- ナレーション：小野坂昌也